# Ilomants kommunhus
Ilomants kommunhus (finska: Ilomantsin kunnantalo) är ett kommunhus i Ilomants i det finländska landskapet Norra Karelen. Tegelbyggnaden har färdigställdes enligt arkitekten Erkki Helasvuos ritningar år 1984.

## Historia och arkitektur
Ilomants kommunhus består av tre byggnader; kommunhuset, biblioteket och statens ämbetshus. Av dessa tre färdigställdes biblioteket tre år senare än andra byggnader.
Kommunhuset invigdes på nyårskväll 1984. I portet vid huvudingången finns ändå årtalet 1985 som hänvisar till Kalevalas jubileumsår och Ilomants kommunalförvaltningens 110-årsjubileum. Byggnaden är det första kommunalhuset i kommunen. Innan byggnaden färdigställdes fungerade kommunens kansli i olika andra lokaler.
Arkkitekten Helasvuo ville att Ilomants kommunhus ska symbolisera kommunens och Karelens kultur. Mörka tegel i fasaden och sättet man har använt att stapla tegel har fått sitt inspiration från lokala hantverk.